# Prélude et fugue en mi mineur (BWV 879)
Le Clavier bien tempéré II
Pour un article plus général, voir Le Clavier bien tempéré.
Le prélude et fugue en mi mineur, BWV 879 est le dixième prélude et fugue extrait du second livre du Clavier bien tempéré de Jean-Sébastien Bach, compilé de 1739 à 1744.
Le prélude en style d'invention, présente une courante en dessin tournoyants entre les deux mains. La fugue à trois voix, au sujet exceptionnellement long, en rythmes diversifiés, est très développée. Malgré son apparence simple et sans artifice, c'est l'une des fugues les moins prisées du recueil.

## Prélude
Le prélude, noté 
 de 108 mesures est en deux parties avec reprise (AA –BB) — respectivement 48 et 60 mesures, avec une volta : unique dans le Clavier bien tempéré. 
Il s'agit de la plus ressemblante des inventions à deux voix du Clavier, où le thème passe d'une main à l'autre avec ces échanges en écho de trilles ou de dessins tournoyants, très proche du prélude en ré dièse mineur dans sa découpe. Le style est celui d'une « courante ». La fin de la première section se termine à la dominante. La seconde section reprend le thème en mouvement contraire.
Le thème est travaillé tout au long de la pièce : transposé, développé, renversé, présenté en canon (mesures 24–28). Des triples-croches d'ornement sont fournies par les copies plus tardives, placées aux mesures 3 et 4, 12 et 22.

## Fugue
La fugue, à trois voix, est notée  et totalise 86 mesures. 
Le sujet est d'une exceptionnelle longueur, viril, sautillant (les pointés sont dans la partition autographe) et énergique : il ne faut pas moins de six mesures pour l'exposer ; le plus long sujet des deux recueils. Sa composition est extravagante : il explore toute sorte de rythmes — triolets, doubles-croches, croche-pointée double, noires, blanches (noires liées) — même si le rythme croche-pointée double doit en fait être assimilé aux triolets comme dans le prélude en ré majeur. Ceci fait de cette fugue « une des moins prisées » ; peut-être en raison de la difficulté de cerner ce sujet complexe et tortueux, dont on ne sait ce qu'il est. Elle est néanmoins d'un style contrapuntique simple, sans artifice de même que sa forme.
Conséquence de la longueur du sujet, l'exposition prend à elle seule 19 mesures. À l'origine le manuscrit s'arrête mesure 60, sur la dominante et un point d'orgue. La fugue se termine après une dernière réexposition du sujet, conduisant à la cadence finale, avec une nouvelle cadence, ralentissement et nouveau point d'orgue, avant que quatre mesures conduisent à faire sonner la tierce majeure sur un dernier point d'orgue. À la mesure 81, la chute fait penser immédiatement à la pédale d'une pièce d'orgue très connue (BWV 543), lors de sa conclusion.

Le contre-sujet n'est pas moins tortueux que le sujet, mais plus lisible dans ses deux sections contrastées :

## Relations
Malgré leur dissemblance, la parenté entre le prélude et la fugue ne fait aucun doute.

## Manuscrits
Les manuscrits considérés comme les plus importants sont de la main de Bach lui-même ou d'Anna Magdalena. Ils sont :
- source « A », British Library Londres (Add. MS. 35 021), compilé dans les années 1739–1742[9]. Comprend 21 paires de préludes et fugues : il manque  ut  mineur, ré majeur et fa mineur (4, 5 et 12), perdues[9] ;
- source « B », Bibliothèque d'État de Berlin (P 430), copie datée de 1744, de Johann Christoph Altnikol[10].

## Postérité
Théodore Dubois en a réalisé une version pour piano à quatre mains, publiée en 1914.